# London Borough of Redbridge
London Borough of Redbridge är en kommun (borough) i nordöstra London. 
Central Line i Londons tunnelbana passerar kommunen och här finns tunnelbanestationerna Snaresbrook, South Woodford, Woodford, Wanstead, Redbridge, Gants Hill, Newbury Park, Barkingside, Fairlop och Hainault. Genom Redbridge går även huvudvägen A12.

## Distrikt
Distrikt som helt eller delvis ligger i Redbridge.
- Aldborough Hatch
- Barkingside
- Gants Hill
- Goodmayes
- Hainault
- Ilford
- Loxford
- Newbury Park
- Redbridge
- Seven Kings
- Snaresbrook
- South Woodford
- Wanstead
- Woodford
- Woodford Green